# Bierne
Bierne település Franciaországban, Nord megyében. Lakosainak száma 1744 fő (2022. január 1.). Bierne Bergues, Socx, Steene, Armbouts-Cappel, Cappelle-la-Grande és Téteghem-Coudekerque-Village községekkel határos.

## Népesség
A település népességének változása:
| Lakosok száma | 1754 | 1804 | 1848 | 1831 | 1819 | 1801 | 1799 | 1772 | 1744 |
|               | 2013 | 2015 | 2016 | 2017 | 2018 | 2019 | 2020 | 2021 | 2022 |